# Suchadroŭka
Suchadroŭka (vitryska: Сухадроўка) är ett vattendrag i Belarus.   Det ligger i voblasten Vitsebsks voblast, i den nordöstra delen av landet, 210 km nordost om huvudstaden Minsk.
I omgivningarna runt Suchadroŭka växer i huvudsak blandskog. Runt Suchadroŭka är det ganska tätbefolkat, med 134 invånare per kvadratkilometer.